# 阿斯纳尔卡萨尔
阿斯纳尔卡萨尔，是西班牙安达卢西亚自治区塞维利亚省的一个市镇。 总面积450平方公里，总人口3473人（2001年），人口密度8人/平方公里。